# 富品建設
富品建設股份有限公司，成立於2017年，為臺灣台北市危老重建與都市更新的建築公司，個案曾獲得第24屆國家建築金質獎以及國家建築金獎規劃設計類金獅獎。2025年榮獲誠信建商優良認證、第25屆國家建築金獎施工品質金獅獎首獎、國家建築金獎施工品質金獅獎及台灣建築ESG獎。富品建設開發案類型包含合建、委建及買賣需求。
董事長曾富瑋於2011年投入建築業，從整合重建開始。2017年成立富品建設，響應政府政策推動都市更新，強調耐震結構及ESG永續發展，2022年獲得第二十一屆國家品牌玉山獎傑出企業領導人。主打以「委建」取代「合建讓利」，可大幅加速台灣老屋重建。
在2025年3月29日，在臺北市愛國東路106號舉辦「熱血傳暖 燃亮希望」第三屆捐血活動，眾多熱心市民的踴躍參與。
董事長曾富瑋也同時為台灣誠信建商聯誼會會長。於114年7月4日在台北舉行。本次論壇聚焦建築產業誠信制度，深度探討社會住宅政策演進、AI查詢工具應用與不動產詐騙防制等議題，匯聚產官學界逾百位專業代表共襄盛舉，為建築業注入新視野與實務動能。現場貴賓雲集，包括國家住都中心副執行長董世寧、台灣永續關懷協會創會會長張清芳、理事長江永昌、執行長馮智能，以及消基會董事張欣民老師、台科大前副校長彭雲宏教授與誠信建商聯誼會會長曾富瑋等重量級人士，展現各界對誠信建築推動的高度重視。

## 相關作品
- 新北市三重區「富品苑」：本案90天就完成基地簽約，從開工到領取使照僅2年11個月，2024年6月已交屋[15]。[16][17][18]
- 新北市板橋區「東方富品」[19][20]
- 台北市文山區「富品靜心」[21]
- 嘉義市「富品城心」[22]
- 台北市中山區「榮星六小段」[23]
- 台北市北投區「富品天城」[24][25]
- 台北市松山區「富品南京」[26][27][28][29][30][31]
- 台北市 文山區「興隆案」[32]
- 台北市 信義區「福德段」[33]

## 得獎紀錄
- 『富品南京』榮獲『IDPA國際先鋒設計獎』[34]
- 第19屆國家品牌玉山獎 - 最佳領導人[35]
- 第21屆國家品牌玉山獎 - 最佳領導人[36]
- 第24屆國家建築金質獎 『富品苑』榮獲規劃設計類 - 住商大樓中層組殊榮[37][38]
- 第24屆國家建築金獎 -『東方富品』榮獲規劃設計類 - 金獅獎[39]
- 第24屆國家建築金獎 -『富品靜心』榮獲規劃設計類 - 金獅獎[39]

## 相關條
- 都市計畫
- 都市更新